# 13기 KBS 바둑왕전
13기 KBS 바둑왕전은 한국방송공사의 TV 속기전이 참가한 국내 바둑 기전이다. 결승에서는 이창호 七단이 조훈현 九단을 2대 0로 꺾고 완봉을 거두며 통산 3회 우승을 달성했다.

## 대국 장소
- KBS IBC관(국제방송센터) 스튜디오

## 대국 규정
- 제한시간 : 매수 30초 초읽기 5회
- 덤 : 5집반

## 대진표

### 승자조,패자조
| 김희중 八단         | 김희        | 박         | 박         | 박         | 이창호 七단 | 이창호 七단 | 이창호 七단 | 이창호 七단 (2:0) |
| (故)전영선 六단     | 김희        | 박         | 박         | 박         | 이창호 七단 | 이창호 七단 | 이창호 七단 | 이창호 七단 (2:0) |
| 박승문 三단         |             | 박         | 박         | 박         | 이창호 七단 | 이창호 七단 | 이창호 七단 | 이창호 七단 (2:0) |
| 김수장 九단         | 이(小)      | 이(小)     | 박         | 박         | 이창호 七단 | 이창호 七단 | 이창호 七단 | 이창호 七단 (2:0) |
| 이상훈(小) 二단     | 이(小)      | 이(小)     | 박         | 박         | 이창호 七단 | 이창호 七단 | 이창호 七단 | 이창호 七단 (2:0) |
| 조훈현 九단         |             | 이(小)     | 박         | 박         | 이창호 七단 | 이창호 七단 | 이창호 七단 | 이창호 七단 (2:0) |
| 강훈(大) 九단       | 김좌        | 서봉       | 서봉       | 박         | 이창호 七단 | 이창호 七단 | 이창호 七단 | 이창호 七단 (2:0) |
| 김좌기 六단         | 김좌        | 서봉       | 서봉       | 박         | 이창호 七단 | 이창호 七단 | 이창호 七단 | 이창호 七단 (2:0) |
| 서봉수 九단         |             | 서봉       | 서봉       | 박         | 이창호 七단 | 이창호 七단 | 이창호 七단 | 이창호 七단 (2:0) |
| 김일환 九단         | 김일        | 김일       | 서봉       | 박         | 이창호 七단 | 이창호 七단 | 이창호 七단 | 이창호 七단 (2:0) |
| 고재희 七단         | 김일        | 김일       | 서봉       | 박         | 이창호 七단 | 이창호 七단 | 이창호 七단 | 이창호 七단 (2:0) |
| 강만우 七단         |             | 김일       | 서봉       | 박         | 이창호 七단 | 이창호 七단 | 이창호 七단 | 이창호 七단 (2:0) |
| 장수영 九단         | 장          | 이창       | 이창       | 이창       | 이창호 七단 | 이창호 七단 | 이창호 七단 | 이창호 七단 (2:0) |
| 백성호 八단         | 장          | 이창       | 이창       | 이창       | 이창호 七단 | 이창호 七단 | 이창호 七단 | 이창호 七단 (2:0) |
| 이창호 七단         |             | 이창       | 이창       | 이창       | 이창호 七단 | 이창호 七단 | 이창호 七단 | 이창호 七단 (2:0) |
| (故)김수영(男) 六단 | 윤          | 이동       | 이창       | 이창       | 이창호 七단 | 이창호 七단 | 이창호 七단 | 이창호 七단 (2:0) |
| 윤기현 九단         | 윤          | 이동       | 이창       | 이창       | 이창호 七단 | 이창호 七단 | 이창호 七단 | 이창호 七단 (2:0) |
| 이동규 七단         |             | 이동       | 이창       | 이창       | 이창호 七단 | 이창호 七단 | 이창호 七단 | 이창호 七단 (2:0) |
| (故)우쑹성 九단     | 서능        | 서능       | 유         | 이창       | 이창호 七단 | 이창호 七단 | 이창호 七단 | 이창호 七단 (2:0) |
| 서능욱 九단         | 서능        | 서능       | 유         | 이창       | 이창호 七단 | 이창호 七단 | 이창호 七단 | 이창호 七단 (2:0) |
| 양재호 九단         |             | 서능       | 유         | 이창       | 이창호 七단 | 이창호 七단 | 이창호 七단 | 이창호 七단 (2:0) |
| 김종준 三단         | 김종준 三단 | 유         | 유         | 이창       | 이창호 七단 | 이창호 七단 | 이창호 七단 | 이창호 七단 (2:0) |
| 유창혁 六단         |             | 유         | 유         | 이창       | 이창호 七단 | 이창호 七단 | 이창호 七단 | 이창호 七단 (2:0) |
| 패자조              |             |            | 유         |            |             |             |             | 이창호 七단 (2:0) |
| 패자 1회전          | 패자 1회전  | 패자 2회전 | 패자 3회전 | 패자 4회전 | 패자 준결승 | 패자 결승   |             | 이창호 七단 (2:0) |
| (故)전영선 六단     | 김종        | 김종       | 조         | 조         | 조          | 조훈현 九단 |             | 이창호 七단 (2:0) |
| 김종준 三단         | 김종        | 김종       | 조         | 조         | 조          | 조훈현 九단 |             | 이창호 七단 (2:0) |
| 김일환 九단         |             | 김종       | 조         | 조         | 조          | 조훈현 九단 |             | 이창호 七단 (2:0) |
| 조훈현 九단         | 조          | 조         | 조         | 조         | 조          | 조훈현 九단 |             | 이창호 七단 (2:0) |
| 양재호 九단         | 조          | 조         | 조         | 조         | 조          | 조훈현 九단 |             | 이창호 七단 (2:0) |
| 이동규 七단         |             | 조         | 조         | 조         | 조          | 조훈현 九단 |             | 이창호 七단 (2:0) |
| 서봉수 九단         |             |            |            | 조         | 조          | 조훈현 九단 |             | 이창호 七단 (2:0) |
| 김좌기 六단         | 김좌        | 서능       | 장         | 유         | 조          | 조훈현 九단 |             | 이창호 七단 (2:0) |
| 윤기현 九단         | 김좌        | 서능       | 장         | 유         | 조          | 조훈현 九단 |             | 이창호 七단 (2:0) |
| 서능욱 九단         |             | 서능       | 장         | 유         | 조          | 조훈현 九단 |             | 이창호 七단 (2:0) |
| 강만우 七단         | 장          | 장         | 장         | 유         | 조          | 조훈현 九단 |             | 이창호 七단 (2:0) |
| 장수영 九단         | 장          | 장         | 장         | 유         | 조          | 조훈현 九단 |             | 이창호 七단 (2:0) |
| 이상훈(小) 二단     |             | 장         | 장         | 유         | 조          | 조훈현 九단 |             | 이창호 七단 (2:0) |
| 유창혁 六단         |             |            |            | 유         | 조          | 조훈현 九단 |             | 이창호 七단 (2:0) |
| 박승문 三단         |             |            |            |            |             | 조훈현 九단 |             | 이창호 七단 (2:0) |

## 대국 결과

### 예선
| 대진         | 연도   | 대국일자 | 승자                | 패자            | 결과              | 기보 |
| ------------ | ------ | -------- | ------------------- | --------------- | ----------------- | ---- |
| 3차예선 1국  | 1994년 | 1월 19일 | (故)전영선 六단     | (故)임선근 七단 | 183수 흑 불계승   |      |
| 3차예선 2국  | 1994년 | 1월 19일 | (故)정현산 三단     | 백성호 八단     | 234수 백 불계승   |      |
| 3차예선 3국  | 1994년 | 2월 2일  | (故)김수영(男) 六단 | 안관욱 二단     | 247수 흑 불계승   |      |
| 3차예선 4국  | 1994년 | 2월 2일  | 박승문 三단         | 허장회 七단     | 245수 백 5집반승  |      |
| 3차예선 5국  | 1994년 | 2월 16일 | 김좌기 六단         | 황원준 七단     | 312수 흑 2집반승  |      |
| 3차예선 6국  | 1994년 | 3월 2일  | 강만우 七단         | 홍태선 七단     | 255수 백 반집승   |      |
| 3차예선 7국  | 1994년 | 3월 2일  | 강훈(大) 八단       | 김재구 七단     |                   |      |
| 3차예선 8국  | 1994년 | 3월 16일 | 김희중 八단         | 김영환 三단     | 316수 백 6집반승  |      |
| 3차예선 9국  | 1994년 | 3월 16일 | 김종준 三단         | 조대현 七단     | 193수 흑 불계승   |      |
| 3차예선 10국 | 1994년 | 3월 16일 | 고재희 七단         | (故)하찬석 八단 | 236수 흑 12집반승 |      |
| 3차예선 11국 | 1994년 | 3월 30일 | 김일환 七단         | 문명근 七단     | 277수 백 7집반승  |      |
| 3차예선 12국 | 1994년 | 3월 30일 | 이상훈(小) 二단     | 정수현 七단     | 255수 흑 7집반승  |      |
| 3차예선 13국 | 1994년 | 4월 13일 | 이동규 七단         | 김원 五단       | 270수 백 5집반승  |      |

### 본선
| 대진        | 연도   | 대국일자  | 승자            | 패자                | 결과              | 기보 |
| ----------- | ------ | --------- | --------------- | ------------------- | ----------------- | ---- |
| 승자 1회전  | 1994년 | 4월 13일  | (故)전영선 六단 | 김희중 八단         | 흑 3집반승        |      |
| 승자 1회전  | 1994년 | 4월 27일  | 김좌기 六단     | 강훈(大) 八단       | 253수 흑 5집반승  |      |
| 승자 1회전  | 1994년 | 4월 27일  | 장수영 九단     | 백성호 八단         | 296수 흑 5집반승  |      |
| 승자 1회전  | 1994년 | 5월 25일  | 서능욱 九단     | (故)우쑹성 九단     | 296수 흑 5집반승  |      |
| 승자 1회전  | 1994년 | 5월 25일  | 김일환 七단     | 고재희 七단         | 128수 백 불계승   |      |
| 승자 1회전  | 1994년 | 6월 8일   | 윤기현 九단     | (故)김수영(男) 六단 | 257수 흑 20집반승 |      |
| 승자 1회전  | 1994년 | 6월 8일   | 이상훈(小) 二단 | 김수장 九단         | 176수 백 불계승   |      |
| 승자 2회전  | 1994년 | 6월 22일  | 서봉수 九단     | 김좌기 六단         | 128수 백 불계승   |      |
| 승자 2회전  | 1994년 | 6월 22일  | 박승문 三단     | (故)전영선 六단     | 흑 6집반승        |      |
| 승자 2회전  | 1994년 | 7월 6일   | 이상훈(小) 二단 | 조훈현 九단         | 208수 백 불계승   |      |
| 승자 2회전  | 1994년 | 7월 6일   | 유창혁 六단     | 김종준 三단         | 232수 흑 5집반승  |      |
| 승자 2회전  | 1994년 | 7월 6일   | 이동규 七단     | 윤기현 九단         | 192수 백 불계승   |      |
| 승자 2회전  | 1994년 | 7월 20일  | 김일환 七단     | 강만우 七단         | 259수 백 3집반승  |      |
| 승자 2회전  | 1994년 | 7월 20일  | 서능욱 九단     | 양재호 八단         | 251수 흑 반집승   |      |
| 승자 2회전  | 1994년 | 8월 3일   | 이창호 七단     | 장수영 九단         | 백 불계승         |      |
| 패자 1회전  | 1994년 | 7월 20일  | 김종준 三단     | (故)전영선 六단     | 흑 불계승         |      |
| 패자 1회전  | 1994년 | 8월 3일   | 김좌기 六단     | 윤기현 九단         | 248수 흑 반집승   |      |
| 패자 1회전  | 1994년 | 8월 17일  | 장수영 九단     | 강만우 七단         | 222수 백 불계승   |      |
| 패자 1회전  | 1994년 | 8월 17일  | 조훈현 九단     | 양재호 九단         | 182수 백 불계승   |      |
| 승자 3회전  | 1994년 | 9월 7일   | 박승문 三단     | 이상훈(小) 二단     | 182수 백 불계승   |      |
| 승자 3회전  | 1994년 | 9월 7일   | 서봉수 九단     | 김일환 七단         | 269수 백 5집반승  |      |
| 승자 3회전  | 1994년 | 9월 7일   | 이창호 七단     | 이동규 七단         | 156수 백 불계승   |      |
| 승자 3회전  | 1994년 | 9월 28일  | 유창혁 六단     | 서능욱 九단         | 265수 백 8집반승  |      |
| 패자 2회전  | 1994년 | 9월 28일  | 조훈현 九단     | 이동규 七단         | 269수 백 5집반승  |      |
| 패자 2회전  | 1994년 | 9월 28일  | 장수영 九단     | 이상훈(小) 二단     | 231수 흑 불계승   |      |
| 패자 2회전  | 1994년 | 10월 12일 | 김종준 三단     | 김일환 七단         | 287수 흑 6집반승  |      |
| 패자 2회전  | 1994년 | 10월 12일 | 김좌기 六단     | 서능욱 九단         | 286수 백 3집반승  |      |
| 패자 3회전  | 1994년 | 10월 26일 | 조훈현 九단     | 김종준 三단         | 228수 백 불계승   |      |
| 패자 3회전  | 1994년 | 10월 26일 | 장수영 九단     | 서능욱 九단         | 265수 흑 11집반승 |      |
| 승자 준결승 | 1994년 | 11월 9일  | 박승문 三단     | 서봉수 九단         | 291수 흑 2집반승  |      |
| 승자 준결승 | 1994년 | 11월 9일  | 이창호 七단     | 유창혁 六단         | 253수 백 7집반승  |      |
| 패자 4회전  | 1994년 | 11월 23일 | 조훈현 九단     | 서봉수 九단         | 269수 백 3집반승  |      |
| 패자 4회전  | 1994년 | 11월 23일 | 유창혁 六단     | 장수영 九단         | 225수 백 4집반승  |      |
| 승자 결승   | 1994년 | 11월 23일 | 이창호 七단     | 박승문 三단         | 180수 흑 17집반승 |      |
| 패자 준결승 | 1994년 | 12월 21일 | 조훈현 九단     | 유창혁 六단         | 235수 흑 불계승   |      |
| 패자 결승   | 1994년 | 12월 21일 | 조훈현 九단     | 박승문 三단         | 176수 백 불계승   |      |
| 결승 1국    | 1995년 | 1월 4일   | 이창호 七단     | 조훈현 九단         | 193수 흑 불계승   |      |
| 결승 2국    | 1995년 | 1월 4일   | 이창호 七단     | 조훈현 九단         | 158수 백 불계승   |      |
| 결승 3국    | 1995년 | 1월 18일  |                 |                     |                   |      |

## 특이 사항
이창호 七단 통산 3회 우승, 조훈현 九단의 사제대결 20번기 최다대국